# 131

131(백삼십일)은 130보다 크고 132보다 작은 자연수다.

## 수학
- 32번째 소수다. 앞의 소수는 127, 다음 소수는 137이다.
  - 12번째 소피 제르맹 소수(↔ 263)다. 앞의 소피 제르맹 소수는 113, 다음은 173이다.
  - 7번째 회문 소수다. 앞의 회문 소수는 101, 다음는 151이다.

## 교통

### 철도
- 수도권 전철 1호선 종각역의 역번호.
- 부산 도시철도 1호선 두실역의 역번호.
- 대구 도시철도 1호선 중앙로역의 역번호.

### 도로
- 일본 131번 국도: 도쿄도 오타구의 도쿄 국제공항에서 오모리 경찰서 앞 교차로까지 이어지는 일본의 국도.
- 현도 제131호선

## 문화유산
- 대한민국의 국보 제131호: 고려말 화령부 호적관련고문서
- 대한민국의 보물 제131호: 광주 증심사 철조비로자나불좌상
- 대한민국의 사적 제131호: 합천 영암사지

## 방송
- 스카이라이프의 UHD 드림TV 채널 번호.
- 지니 TV의 STN SPORTS 채널 번호.
- U+ TV의 K-바둑 채널 번호.
- B tv 케이블의 ETN 채널 번호.

## 기타
- 날짜: 1월 31일
- 연도: 131년, 기원전 131년
- 대한민국 기상청의 일기 예보 전화번호.
- 131 LABEL